# Odontodactylus havanensis
Odontodactylus havanensis är en kräftdjursart som först beskrevs av Bigelow 1893.  Odontodactylus havanensis ingår i släktet Odontodactylus och familjen Odontodactylidae. Inga underarter finns listade i Catalogue of Life.